# Miss Mondo 2014
Miss Mondo 2014, la sessantaquattresima edizione del concorso di bellezza Miss Mondo, si è tenuto il 14 dicembre 2014 presso l'ExCeL Exhibition Centre di Londra, nel Regno Unito. Centoventuno concorrenti provenienti da tutto il mondo hanno preso parte alla gara di bellezza. La filippina Megan Young, vincitrice uscente ha incoronato la rappresentante del Sudafrica Rolene Strauss come nuova detentrice del titolo. Si tratta della seconda volta che il concorso viene vinto da una rappresentante del Sudafrica.

## Risultati
| Risultato finale | Concorrente |
| ---------------- | --- |
| Miss Mondo 2014  | - Sudafrica - Rolene Strauss |
| 2ª classificata  | - Ungheria - Edina Kulcsár |
| 3ª classificata  | - Stati Uniti - Elizabeth Safrit |
| Top 5            | - Australia – Courtney Thorpe - Inghilterra – Carina Tyrrell |
| Top 11           | - Brasile – Julia Gama - Guyana - Rafieya Husain - India – Koyal Rana - Kenya - Idah Nguma - Messico – Daniela Álvarez - Thailandia - Nonthawan Thongleng § |
| Top 25           | - Bolivia - Andrea Forfori - Cina - Du Yang - Dominica - Dhío Moreno - Filippine - Valerie Weigmann - Finlandia - Krista Haapalainen - Ghana - Nadia Ntanu - Indonesia - Maria Sastrayu - Malaysia - Dewi Liana Seriestha - Paesi Bassi - Tatjana Maul - Russia - Anastasia Kostenko - Scozia - Ellie McKeating - Sudan del Sud - Awien Kuanyin-Agoth - Svezia - Olivia Asplund - Trinidad e Tobago – Sarah Jane Waddell - Vietnam – Nguyễn Thị Loan |

§ Vincitrice del titolo "People's Choice"
Nota: Dopo l'annuncio delle ultime cinque finaliste, sono state rivelate la concorrente che aveva ottenuto il titolo di "People's Choice". Nel caso in cui la vincitrice di tale titolo non fosse stata nella rosa delle 10 finaliste, vi si sarebbe aggiunta come undicesima finalista. Effettivamente la scelta del pubblico era la rappresentante della Thailandia, che non era entrata nella top 25.

## Regine continentali
| Continente | Concorrente                      |
| ---------- | -------------------------------- |
| Africa     | - Sudafrica – Rolene Strauss     |
| America    | - Stati Uniti – Elizabeth Safrit |
| Asia       | - India – Koyal Rana             |
| Caraibi    | - Guyana – Rafieya Husain        |
| Europa     | - Ungheria - Edina Kulcsár       |
| Oceania    | - Australia – Courtney Thorpe    |

## Giuria
- Julia Morley - Organizzazione del concorso
- Rudy Salles - Membro dell'Assemblea Nazionale francese
- Jody Reynolds - Ex presidente di Variety International
- Marsha-Rae Ratcliff - Membro di Variety International
- Tony Hatch - Compositore britannico
- Agbani Darego - Miss Mondo 2001 dalla Nigeria
- Azra Akın - Miss Mondo 2002 dalla Turchia
- Zhang Zilin - Miss Mondo 2007 dalla Cina
- Kaiane Aldorino - Miss Mondo 2009 da Gibilterra

## Musica e ospiti musicali
- Sky Blu
- The Vamps

## Concorrenti
121 concorrenti hanno partecipato all'evento
| Paese/Territorio          | Concorrente            | Età | Città natale         |
| ------------------------- | ---------------------- | --- | -------------------- |
| Albania                   | Xhensila Pere          | 25  | Pogradec             |
| Argentina                 | Yoana Don              | 23  | Santiago del Estero  |
| Aruba                     | Joitza Henriquez       | 21  | Oranjestad           |
| Australia                 | Courtney Thorpe        | 23  | Queensland           |
| Austria                   | Julia Furdea           | 20  | Asten                |
| Bahamas                   | Rosetta Cartwright     | 19  | Nassau               |
| Barbados                  | Zoé Trotman            | 22  | Bridgetown           |
| Belgio                    | Anissa Blondin         | 22  | Bruxelles            |
| Belize                    | Raquel Badillo         | 21  | Belize City          |
| Bermuda                   | Lillian Lightbourn     | 24  | Hamilton             |
| Bielorussia               | Viktoria Mihanovich    | 21  | Hrodna               |
| Birmania                  | Wyne Lay               | 19  | Naypyidaw            |
| Bolivia                   | Andrea Forfori         | 25  | Santa Cruz           |
| Bosnia ed Erzegovina      | Isidora Borovčanin     | 19  | Pale                 |
| Brasile                   | Julia Gama             | 21  | Porto Alegre         |
| Camerun                   | Larissa Ngangoum       | 24  | Yaoundé              |
| Canada                    | Annora Bourgeault      | 21  | Regina               |
| Ciad                      | Sakadi Djivra          | 21  | Abéché               |
| Cina                      | Du Yang                | 22  | Pechino              |
| Cipro                     | Ioánna Filíppou        | 19  | Nicosia              |
| Colombia                  | Leandra García         | 21  | Cali                 |
| Corea del Sud             | Hwa-Young Song         | 23  | Suwon                |
| Costa d'Avorio            | Yéo Jennifer           | 18  | Aboisso              |
| Costa Rica                | Natasha Sibaja         | 23  | San José             |
| Croazia                   | Antonija Gogić         | 19  | Zagabria             |
| Curaçao                   | Gayle Sulvaran         | 19  | Willemstad           |
| Danimarca                 | Pernille Sørensen      | 23  | Aalborg              |
| Ecuador                   | Virginia Limongi       | 20  | Portoviejo           |
| Egitto                    | Amina Ashraf           | 19  | Giza                 |
| El Salvador               | Larissa Vega           | 21  | Santa Ana            |
| Etiopia                   | Yirgalem Hadish        | 23  | Addis Abeba          |
| Figi                      | Charlene Tafuna'i      | 20  | Nadi                 |
| Filippine                 | Valerie Weigmann       | 25  | Albay                |
| Finlandia                 | Krista Haapalainen     | 24  | Helsinki             |
| Francia                   | Flora Coquerel         | 20  | Morancez             |
| Gabon                     | Jessie Lekery          | 24  | Moyen-Ogooué         |
| Galles                    | Alice Ford             | 21  | Cardiff              |
| Georgia                   | Ana Zubashvili         | 21  | Tbilisi              |
| Germania                  | Egzonita Ala           | 18  | Stoccarda            |
| Ghana                     | Nadia Ntanu            | 23  | Accra                |
| Giamaica                  | Laurie-Ann Chin        | 21  | Montego Bay          |
| Giappone                  | Hikaru Kawai           | 19  | Sendai               |
| Gibilterra                | Shyanne Azzopardi      | 23  | Gibilterra           |
| Grecia                    | Eleni Kokkinou         | 20  | Atene                |
| Guadalupa                 | Wendy Metony           | 20  | Le Gosier            |
| Guam                      | Chanel Cruz Jarrett    | 20  | Agana Heights        |
| Guatemala                 | Keyla Bermudez         | 22  | Città del Guatemala  |
| Guinea                    | Halimatou Diallo       | 20  | Conakry              |
| Guinea Equatoriale        | Agnes Cheba            | 19  | Luba                 |
| Guyana                    | Rafieya Husain         | 21  | Anna Regina          |
| Haiti                     | Carolyn Desert         | 25  | Port-au-Prince       |
| Honduras                  | María José Alvarado†   | 19  | Santa Barbara        |
| Hong Kong                 | Erin Wong              | 23  | Caolun               |
| India                     | Koyal Rana             | 21  | New Delhi            |
| Indonesia                 | Maria Sastrayu         | 22  | Mamuju               |
| Inghilterra               | Carina Tyrrell         | 24  | Cambridge            |
| Irlanda                   | Jessica Hayes          | 20  | Cork                 |
| Irlanda del Nord          | Rebekah Shirley        | 19  | Belfast              |
| Islanda                   | Tanja Ýr Ástþórsdóttir | 22  | Hafnarfjörður        |
| Isole Vergini Americane   | Aniska Tonge           | 20  | St. Thomas           |
| Isole Vergini britanniche | Rosanna Chichester     | 25  | Road Town            |
| Israele                   | Mor Maman              | 20  | Be'er Sheva          |
| Italia                    | Silvia Cataldi         | 24  | Sannicola            |
| Kenya                     | Idah Nguma             | 22  | Machakos             |
| Kirghizistan              | Aikol Alikzhanova      | 24  | Žalalabad            |
| Lesotho                   | Nthole Matela          | 21  | Maseru               |
| Lettonia                  | Liliana Garkalne       | 19  | Riga                 |
| Libano                    | Saly Greige            | 24  | Beirut               |
| Lituania                  | Agnė Kavaliauskaitė    | 21  | Vilnius              |
| Lussemburgo               | Frédérique Wolff       | 19  | Lussemburgo          |
| Malaysia                  | Dewi Liana Seriestha   | 25  | Sarawak              |
| Malta                     | Joanna Galea           | 24  | La Valletta          |
| Martinica                 | Anaïs Delwaulle        | 20  | Fort-de-France       |
| Mauritius                 | Sheetal Khadun         | 25  | Port Louis           |
| Messico                   | Daniela Álvarez        | 21  | Cuernavaca           |
| Moldavia                  | Alexandra Caruntu      | 18  | Ungheni              |
| Mongolia                  | Battsetseg Turbat      | 23  | Ulan Bator           |
| Montenegro                | Nataša Novaković       | 18  | Podgorica            |
| Namibia                   | Brumhilda Ochs         | 22  | Windhoek             |
| Nepal                     | Subin Limbu            | 23  | Dharan               |
| Nicaragua                 | Yumara López           | 20  | Rivas                |
| Nigeria                   | Iheoma Nnadi           | 19  | Akwa Ibom            |
| Norvegia                  | Monica Pedersen        | 25  | Rijngsaker           |
| Nuova Zelanda             | Arielle Garciano       | 22  | Lyttelton            |
| Paesi Bassi               | Tatjana Maul           | 25  | L'Aia                |
| Panama                    | Nicole Pinto           | 21  | Panama               |
| Paraguay                  | Myriam Arévalos        | 21  | Asunción             |
| Perù                      | Sofia Rivera           | 24  | Oxapampa             |
| Polonia                   | Ada Sztajerowska       | 22  | Piotrków Trybunalski |
| Porto Rico                | Genesis Davila         | 22  | Arroyo               |
| Portogallo                | Zita Oliveira          | 24  | Lisbona              |
| Repubblica Dominicana     | Dhío Moreno            | 24  | Santo Domingo        |
| Romania                   | Bianca Fanu            | 25  | Timișoara            |
| Russia                    | Anastasia Kostenko     | 20  | Sal'sk               |
| São Tomé e Príncipe       | Djeissica Barbosa      | 19  | São Tomé             |
| Scozia                    | Ellie McKeating        | 19  | Milngavie            |
| Serbia                    | Milica Vuklis          | 21  | Belgrado             |
| Seychelles                | Camilla Estico         | 23  | Victoria             |
| Singapore                 | Dalreena Poonam Gill   | 20  | Singapore            |
| Slovacchia                | Laura Longauerová      | 18  | Detva                |
| Slovenia                  | Julija Bizjak          | 20  | Lesce                |
| Spagna                    | Lourdes Rodríguez      | 20  | Daimiel              |
| Sri Lanka                 | Chulakshi Ranathunga   | 25  | Colombo              |
| Stati Uniti d'America     | Elizabeth Safrit       | 22  | Kannapolis           |
| Sudafrica                 | Rolene Strauss         | 22  | Volksrust            |
| Sudan del Sud             | Awien Kuanyin-Agoth    | 19  | Gogrial              |
| Svezia                    | Olivia Asplund         | 18  | Stoccolma            |
| Svizzera                  | Dijana Cvijetic        | 20  | Gossau               |
| Tanzania                  | Happiness Watimanya    | 20  | Dodoma               |
| Thailandia                | Nonthawan Thongleng    | 20  | Surat Thani          |
| Trinidad e Tobago         | Sarah Jane Waddell     | 24  | Carenage             |
| Tunisia                   | Wahiba Arres           | 20  | Menzel Bourguiba     |
| Turchia                   | Amine Gülşe            | 21  | Smirne               |
| Ucraina                   | Andriana Chasanšin     | 19  | Leopoli              |
| Uganda                    | Leah Kalanguka         | 21  | Iganga               |
| Ungheria                  | Edina Kulcsár          | 24  | Budapest             |
| Uruguay                   | Romina Fernández       | 20  | Montevideo           |
| Venezuela                 | Debora Menicucci       | 23  | Caracas              |
| Vietnam                   | Nguyễn Thị Loan        | 23  | Thái Bình            |
| Zimbabwe                  | Tendai Humda           | 23  | Chitungwiza          |

## Miss Honduras
L'evento è stato macchiato da un terribile fatto di cronaca relativo alla scomparsa di Miss Honduras María José Alvarado, trovata morta con la sorella nel novembre 2014 pochi giorni prima della partenza della modella per l'Inghilterra. Gli organizzatori di Miss Honduras decisero di non sostituire la Alvarado e di ritirare la partecipazione. In onore della ragazza deceduta è stato celebrato un memoriale il 23 novembre 2014 a Londra.

### Debutti
- Ciad
- São Tomé e Príncipe

### Ritorni
- Birmania
- Egitto
- Israele
- Lussemburgo

### Ritiri
- Angola
- Botswana
- Bulgaria
- Cile
- Cina Taipei
- Dominica
- Guinea-Bissau
- Kazakistan
- Macedonia
- Saint Kitts e Nevis
- Samoa
- Uzbekistan
- Zambia